# Domestikos
Domestikos (řec. z lat. domesticus, domácí) byl v pozdním starověku a v Byzanci titul, kterým se označovali různí státní, vojenští či církevní hodnostáři. V případě státní správy měli tento titul představení úřadů (scrinia), od 8. století se tak označují i velitelé vojenských oddílů (tagmat). Řada z nich zaujímala vysoké postavení v hierarchii císařských hodností – např. první známý domestikos ton scholon měl hodnost patrikia. Od 11. století se objevují i domestikoi jednotlivých themat (okrsků, krajů). Ti byli podřízeni stratégům a jimi pověřováni konkrétními funkcemi.